# Herza
Herza (ukrainisch Герца; russisch Герца Gerza, rumänisch Herța; polnisch Herca) ist eine ehemalige Rajonshauptstadt in der ukrainischen Oblast Tscherniwzi. Sie liegt südlich des Pruths, etwa 28 km südöstlich von Czernowitz nahe der Grenze zu Rumänien.

## Geschichte
Die Stadt wurde 1437 zum ersten Mal schriftlich erwähnt und gehörte historisch gesehen zum Fürstentum Moldau. Durch Handelsbeziehungen entwickelte sich der Ort zu einem Marktstädtchen (Stadtrecht seit 1672). 1775–1777 wurde die Stadt von Österreich besetzt, kam aber danach wieder zum Osmanischen Reich und wurde verwaltungstechnisch dem Bezirk Dorohoi unterstellt. Durch die Entstehung Rumäniens 1859 wurde die Stadt ein Teil dieses Staates und 1864 wurde der Stadtstatus erneuert.
Im Jahr 1908 war Herza die Stadt, die den größten jüdischen Bevölkerungsanteil in Rumänien hatte. Mit 1938 Juden von 2935 Einwohnern waren dies 66,2 Prozent.
Nach dem Ende des Ersten Weltkriegs verblieb die Stadt bei Rumänien und wurde dann im Zuge der Annexion Bessarabiens am 2. August 1940 ein Teil der Sowjetunion. Zwischen 1941 und 1944 gehörte die Stadt jedoch zwischenzeitlich wieder zu Rumänien. Zwischen 1940/44 und 1962 sowie 1991 bis Sommer 2020 war die Stadt Zentrum des Rajons Herza.
Der hohe Anteil der rumänischen Bevölkerung (94 % der Stadtbevölkerung) ist die Grundlage, auf der Rumänien das Herza-Gebiet mitsamt der Stadt für sich einfordert.

## Verwaltungsgliederung
Am 20. November 2017 wurde die Stadt zum Zentrum der neu gegründeten Stadtgemeinde Herza (Герцаївська міська громада/Herzajiwska miska hromada). Zu dieser zählen auch die 11 in der untenstehenden Tabelle aufgelistetenen Dörfer; bis dahin bildet sie die Stadtratsgemeinde Herza (Герцаївська міська рада/Herzajiwska miska rada) im Rajon Herza.
Seit dem 17. Juli 2020 ist der Ort ein Teil des Rajons Tscherniwzi.
Folgende Orte sind neben dem Hauptort Herza Teil der Gemeinde:
| Name                     | Name        | Name                      | Name                         |
| ukrainisch transkribiert | ukrainisch  | russisch                  | rumänisch                    |
| ------------------------ | ----------- | ------------------------- | ---------------------------- |
| Bajraky                  | Байраки     | Байраки (Bairaki)         | Mogoșești                    |
| Chrjazka                 | Хряцька     | Хряцкая (Chrjazkaja)      | Hreațca                      |
| Djakiwzi                 | Дяківці     | Дьяковцы (Djakowzy)       | Probotești                   |
| Kulykiwka                | Куликівка   | Куликовка (Kulikowka)     | Culiceni                     |
| Lunka                    | Лунка       | Лунка                     | Lunca                        |
| Mohyliwka                | Могилівка   | Могилевка (Mogilewka)     | Movila                       |
| Molnyzja                 | Молниця     | Молница (Molniza)         | Molnița                      |
| Petraschiwka             | Петрашівка  | Петрашовка (Petraschowka) | Mihoreni                     |
| Pidwalne                 | Підвальне   | Подвальное (Podwalnoje)   | Becești                      |
| Ternawka                 | Тернавка    | Тернавка                  | Tărnăuca, Târnauca, Tirnauca |
| Welykosillja             | Великосілля | Великоселье (Welikoselje) | Satul Mare, Pilipăuți        |

## Söhne und Töchter der Stadt
- Paul Verona (1897–1966), rumänischer Maler
- Victor Wittner (1896–1949), österreichischer Schriftsteller

## Siehe auch

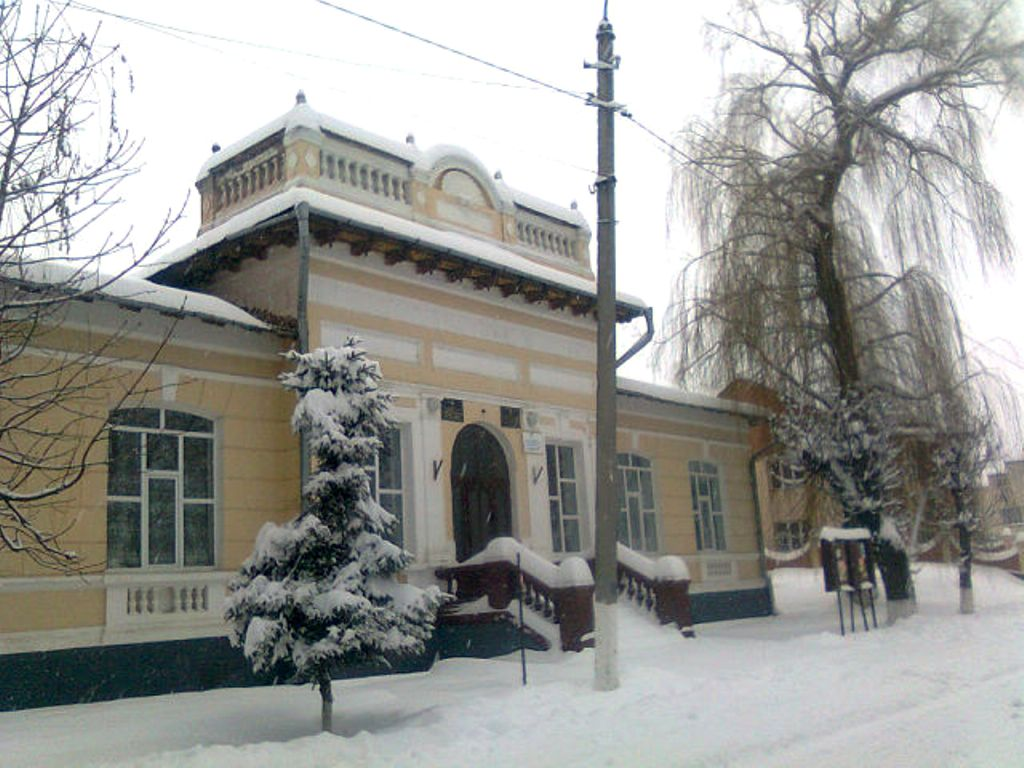
Ehemalige Synagoge, jetzt der Palast der Kultur
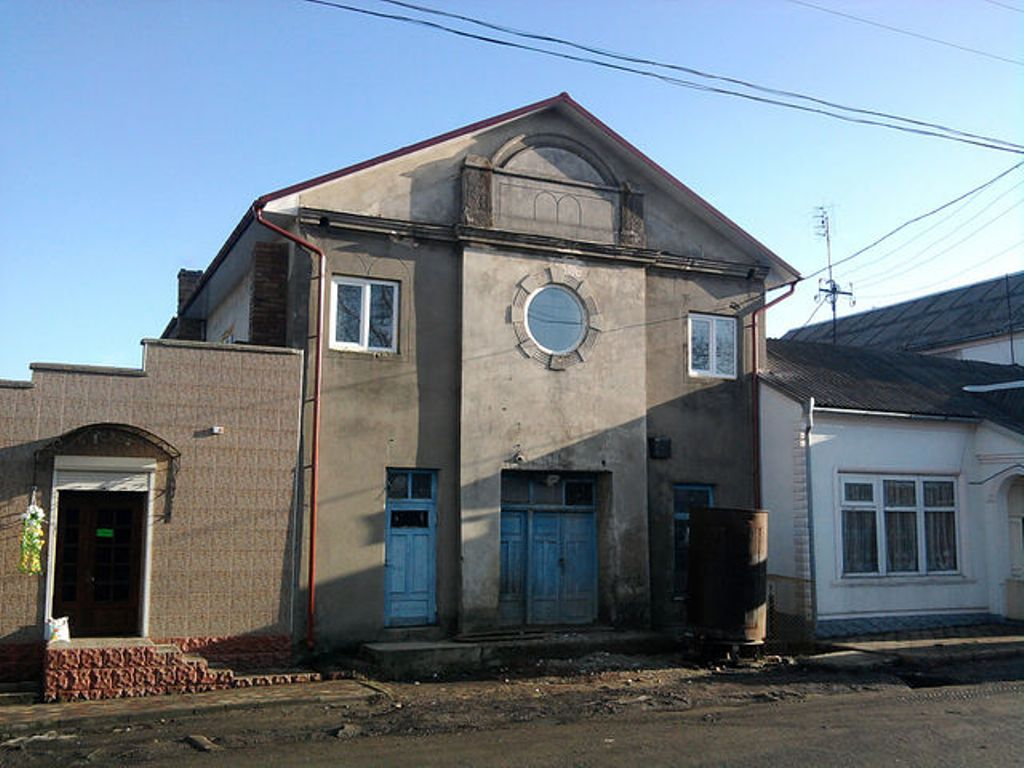
Ehemalige Synagoge